# 2.5 Dimensional Seduction
2.5 Dimensional Seduction (яп. 2.5次元の誘惑 Нитэнго-дзигэн но ририса, «Соблазн 2,5-мерного измерения») — манга, написанная и проиллюстрированная Ю Хасимото. Публикуется в сервисе цифровой манги Shonen Jump+ издательства Shueisha с июня 2019 года и по состоянию на май 2025 года издана в двадцати трёх томах-танкобонах. Студией J.C.Staff манга адаптирована в формат аниме-сериала, трансляция которого проходила с июля по декабрь 2024 года. В декабре 2024 года состоялся анонс второго сезона.

## Сюжет
Ученик второго года старшей школы Масамунэ Окумура — президент и единственный член школьного клуба манги. Будучи отаку, он утверждает, что не интересуется реальными девушками вследствие своей одержимости вымышленным персонажем по имени Лиллиэль. Неожиданно в клуб вступает ученица первого года Ририса Амано, увлекающаяся косплеем. После того, как Окумура согласился быть фотографом Ририсы, он узнаёт, что её любимым персонажем также является Лиллиэль. Под влиянием данных обстоятельств у Окумуры зарождается внутренний конфликт по поводу реальной девушки и вымышленного персонажа.

## Персонажи
Масамунэ Окумура (яп. 奥村 正宗 Окумура Масамунэ) — главный герой, отаку, влюблённый в персонажа Лиллиэль. Достаточно безалаберно относился к своим, как последнего оставшегося участника кружка изучения манги, обязанностям главы кружка. В случае необходимости способен проявить силу воли. До встречи с Ририсой пылко утверждал, что никогда не заведёт себе настоящую девушку.
Сэйю: Дзюнъя Эноки
Ририса Амано (яп. 天乃 リリサ Амано Ририса) — девушка на год младше Масамунэ, отаку, носит очки. Учится плохо, по-настоящему хорошо умеет только шить. Любит Лиллиэль настолько сильно, что вживается в её образ как в свою кожу. Её мать не одобряет увлечения дочери. Решила заняться косплеем из восхищения перед косплеершей Маюрой.
Сэйю: Каори Маэда
Микари Татибана (яп. 橘 美花莉 Татибана Микари) — одноклассница Ририсы. В детстве Масамунэ защитил её от хулиганов, и она влюбилась в него, но разочаровалась в нём, когда он сказал, что любит только Лиллиэль. Стремясь стать соблазнительнее, чтобы сразить его в будущем, она стала фотомоделью.
Сэйю: Акари Кито
753♡ — одна из четырёх королев косплея. Утверждает, что больше всех любит косплей, так как способна перевоплотиться даже в персонажа, о котором почти ничего не знает. Собирается заниматься косплеем всю жизнь. Любит мужского персонажа из мобильной игры и не собирается заводить отношений с живыми людьми.
Сэйю: Ая Яманэ
Магино (яп. マギノ) — косплеер, с которой главные герои встречаются на своём первом фестивале. Добрая и заботливая, она помогает им вжиться в компанию.
Сэйю: Юка Нукуи
Огино (яп. オギノ) — фотограф Магино, помогает Масамунэ постигать таинства косплей-фотографии.
Сэйю: Томокадзу Сугита
Маюри Ханю (яп. 羽生 まゆり Ханю: Маюри) — учительница в школе главных героев. До того, как устроилась на работу, занималась косплеем под ником Маюра и даже стала одной из четырёх королев косплея, но втихую покинула эту стезю, боясь, что за эротические наряды её уволят. Согласилась стать куратором кружка манги, потому что ей очень понравилась Ририса и потому что Масамунэ узнал о её прошлом.
Сэйю: M.A.O
Ноноа (яп. ノノア)
Сэйю: Саюми Судзусиро
Ариа Кисаки (яп. 喜咲 アリア Кисаки Ариа)
Сэйю: Саюми Ватабэ
Ёити Хигараси (яп. 日枯 陽一 Хигараси Ёити) — автор спин-оффа манги про Лиллиэль.
Сэйю: Дзюнъити Сувабэ

## Медиа

### Манга
2.5 Dimensional Seduction, написанная и проиллюстрированная Ю Хасимото, публикуется в сервисе цифровой манги Shonen Jump+ издательства Shueisha с 15 июня 2019 года. К маю 2025 года главы манги были скомпонованы в двадцать три тома-танкобона.
В июне 2021 года американское издательство Seven Seas Entertainment объявило о приобретении прав на публикацию манги на английском языке под собственным импринтом Ghost Ship.

#### Список томов
| №  | Дата публикации    | ISBN                   |
| -- | ------------------ | ---------------------- |
| 01 | 4 октября 2019 г.  | ISBN 978-4-0888-2129-0 |
| 02 | 4 января 2020 г.   | ISBN 978-4-0888-2182-5 |
| 03 | 4 февраля 2020 г.  | ISBN 978-4-0888-2207-5 |
| 04 | 13 мая 2020 г.     | ISBN 978-4-0888-2337-9 |
| 05 | 3 июля 2020 г.     | ISBN 978-4-0888-2355-3 |
| 06 | 4 сентября 2020 г. | ISBN 978-4-0888-2464-2 |
| 07 | 4 декабря 2020 г.  | ISBN 978-4-0888-2565-6 |
| 08 | 4 февраля 2021 г.  | ISBN 978-4-0888-2635-6 |
| 09 | 2 апреля 2021 г.   | ISBN 978-4-0888-2664-6 |
| 10 | 2 июля 2021 г.     | ISBN 978-4-0888-2754-4 |
| 11 | 4 октября 2021 г.  | ISBN 978-4-0888-2838-1 |
| 12 | 3 декабря 2021 г.  | ISBN 978-4-0888-2899-2 |
| 13 | 4 марта 2022 г.    | ISBN 978-4-0888-3070-4 |
| 14 | 4 июля 2022 г.     | ISBN 978-4-0888-3166-4 |
| 15 | 4 октября 2022 г.  | ISBN 978-4-0888-3286-9 |
| 16 | 4 января 2023 г.   | ISBN 978-4-0888-3392-7 |
| 17 | 2 мая 2023 г.      | ISBN 978-4-0888-3520-4 |
| 18 | 4 сентября 2023 г. | ISBN 978-4-0888-3683-6 |
| 19 | 4 января 2024 г.   | ISBN 978-4-0888-3866-3 |
| 20 | 4 июля 2024 г.     | ISBN 978-4-0888-4071-0 |
| 21 | 4 октября 2024 г.  | ISBN 978-4-0888-4222-6 |
| 22 | 4 января 2025 г.   | ISBN 978-4-0888-4381-0 |
| 23 | 2 мая 2025 г.      | ISBN 978-4-0888-4547-0 |

### Аниме
Об адаптации манги в формат аниме-сериала было объявлено 10 декабря 2022 года посредством официального твиттер-аккаунта манги. Его производством занялась студия J.C.Staff, на должность режиссёра был назначен Хидэки Окамото, сценаристом стал Такао Ёсиока, дизайнером персонажей — Томоюки Ситая, а композитором  — Хироаки Цуцуми. Транслировался с 5 июля по 13 декабря 2024 года на Tokyo MX и других телеканалах. Открывающая музыкальная тема первой половины аниме-сериала — «Shutter Chance» (яп. シャッターチャンス Сятта:-тянсу, «Отличный кадр»), исполненная певицей Мэйтян; закрывающая — «Watch Me», исполненная Каори Маэдой и Акари Кито. Открывающая тема второй половины — «Tsugihagi no Tsubasa» (яп. ツギハギの翼 Цугихаги но цубаса, «Залатанное крыло») певца Сорару; закрывающая — «Release Sigh», исполненная Каори Маэдой, Акари Кито, Саюми Судзусиро и Саюми Ватабэ от лица озвученных ими героинь.
На территории Северной Америки аниме-сериал лицензирован стриминговым сервисом HIDIVE.
13 декабря 2024 года, в день показа двадцать четвёртой серии, был анонсирован второй сезон.

### Игра
В декабре 2023 года состоялся анонс игры для мобильных устройств под названием 2.5 Dimensional Seduction: Angels on Stage!, разработкой которой занялись студии Aiming и Team Caravan. Игра в жанре онлайн-RPG была выпущена 3 сентября 2024 года на iOS и Android, а 31 октября — на PC посредством сервиса Steam.

## Приём
В 2020 году манга была номинирована на премию Next Manga Award в категории «Лучшая веб-манга» и заняла по итогам голосования четвёртое место в шорт-листе номинантов. К январю 2022 года манга была продана тиражом в один миллион копий и набрала более 100 миллионов просмотров в сервисе Shonen Jump+. К декабрю 2022 года совокупный тираж манги составил более 1,7 миллиона проданных копий.
Обозреватель Итати Утада из журнала Famitsu похвалил сюжет и персонажей, особо отметив косплей-составляющую манги.